# Tairea (Schiff, 1924)
Die Tairea (I) war ein 1924 in Dienst gestelltes Passagierschiff der britischen Reederei British India Steam Navigation Company, das Passagiere und Fracht zwischen verschiedenen Häfen in Indien und Japan transportierte. Im Zweiten Weltkrieg diente die Tairea als Hospitalschiff HMHS Tairea (35). Nach Kriegsende kehrte sie in den Passagierverkehr zurück. 1952 wurde das veraltete Schiff zum Abbruch verkauft und abgewrackt.

## Das Schiff
Das 7934 BRT große Dampfschiff Tairea wurde auf der Werft Barclay, Curle and Company im Glasgower Distrikt Whiteinch gebaut und lief am 6. März 1924 im Clydeholm Yard vom Stapel. Am 5. Mai 1924 wurde das 142,04 Meter lange und 18,34 Meter breite Passagier- und Frachtschiff fertiggestellt. Die Tairea hatte drei Schornsteine, zwei Masten und zwei Propeller und wurde von zwei vierzylindrigen Dreifachexpansions-Dampfmaschinen angetrieben. Die Höchstgeschwindigkeit lag bei 16 Knoten; bei den Probefahrten wurden 17,32 Knoten erreicht.
Sie war eines von drei identischen Schwesterschiffen. Die anderen beiden waren die in London registrierte Talamba (I) (8018 BRT) und die Takliwa (7936 BRT), die wie die Tairea selbst in Glasgow registriert war. Die drei Schwesterschiffe waren die einzigen in der Geschichte der British India Steam Navigation Company, die drei Schornsteine besaßen, wobei der letzte nur eine Attrappe war. Dies sollte die zahlende Kundschaft beeindrucken. Das Schiff konnte 56 Passagiere in der Ersten, 80 in der Zweiten und 3262 in der Dritten Klasse befördern. Die Besatzung bestand aus 175 Personen.
Das Schiff wurde 1924 für den Dienst nach Kalkutta und Japan in Dienst gestellt, der von Apcar & Company betrieben wurde, die 1912 in die British India Steam Navigation Company integriert worden war. Während des Zweiten Weltkriegs diente das Schiff unter der Kennung HMHS Tairea (35) als Hospitalschiff. Im Gegensatz zu ihren Schwesterschiffen, die 1943 bzw. 1945 verloren gingen, überstand die Tairea den Krieg und war danach wieder im zivilen Passagierdienst tätig. Sie wurde am 1. April 1952 für 123.500 Britische Pfund zum Abbruch verkauft und anschließend von der British Iron and Steel Corporation in Blyth verschrottet.